# Якоб ван Сваненбург
Якоб ван Сваненбург (нід. Jacob van Swanenburgh 1571, Лейден — 1638, Лейден) — нідерландський художник, представник пізнього маньєризму. 

## Життєпис
Походив з родини художника Ісаака Сваненбурга, що мешкав у місті Лейден. В родині було троє синів, всі отримали перші художні навички у батька. Можливо, Якоб відрізнявся здібностями, тому батько не став у заваді, коли син відбув на вдосконалення майстерності у Італію.

## Італійський період
1591 року Якоб прибув у Італію. Пунктиром відомо про його маршрут, що проліг через відомі мистецькі центри країни — Венеція, Рим, Неаполь. 
Перебування і праця у Неаполі були з 1605 до 1615 рр. Відомо, що він брався за створення портретів, розробляв побутовий жанр, релігійний живопис, міфологічні і історичні композиції. Зрілі роки збіглися із перебуванням у Неаполі. Художник узяв шлюб з неаполітанкою Маргаритою Кордона.
Створення чергової картини «Танок відьом» у стилістиці картин Ієроніма Босха викликав скандал і донос у інквізицію як пропаганда диявольщини. 
1615 року, після десяти років перебування у Неаполі, художник відбув у Лейден, де мешкав два роки. 1618 року він знову прибув у Неаполь, де забрав дружину з дітьми і відбув на батьківщину всією родиною.

## Останні роки у Лейдені
У Лейдені відкрив власну майстерню, куди брав учнів. За припущеннями, серед них був і молодий Рембрандт, що ніколи не відвідував Італії. Є відомості, що Якоб ван Сваненбург здобув у Лейдені авторитет і став успішним художником. Уславився створенням запаморочливих, фантазійних картин депресивного і апокаліптичного характеру. 
Помер у Лейдені 16 жовтня 1638 року.
Історіграф Арнольд Гаубракен подав опис його біографії серед інших митців Північних Нідерландів.
Твори художника зберігають музеї Голландії, Польщі, Данії, Німеччини, Росії.

## Вибрані твори

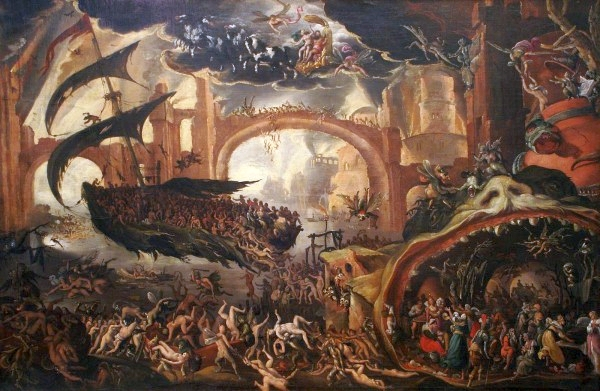
«Еней і Сивіла Кумська у пеклі», бл. 1625 р., Національний музей, Гданськ

«Спокуси святого Антонія»
«Сім смертних гріхів і Страшний суд»
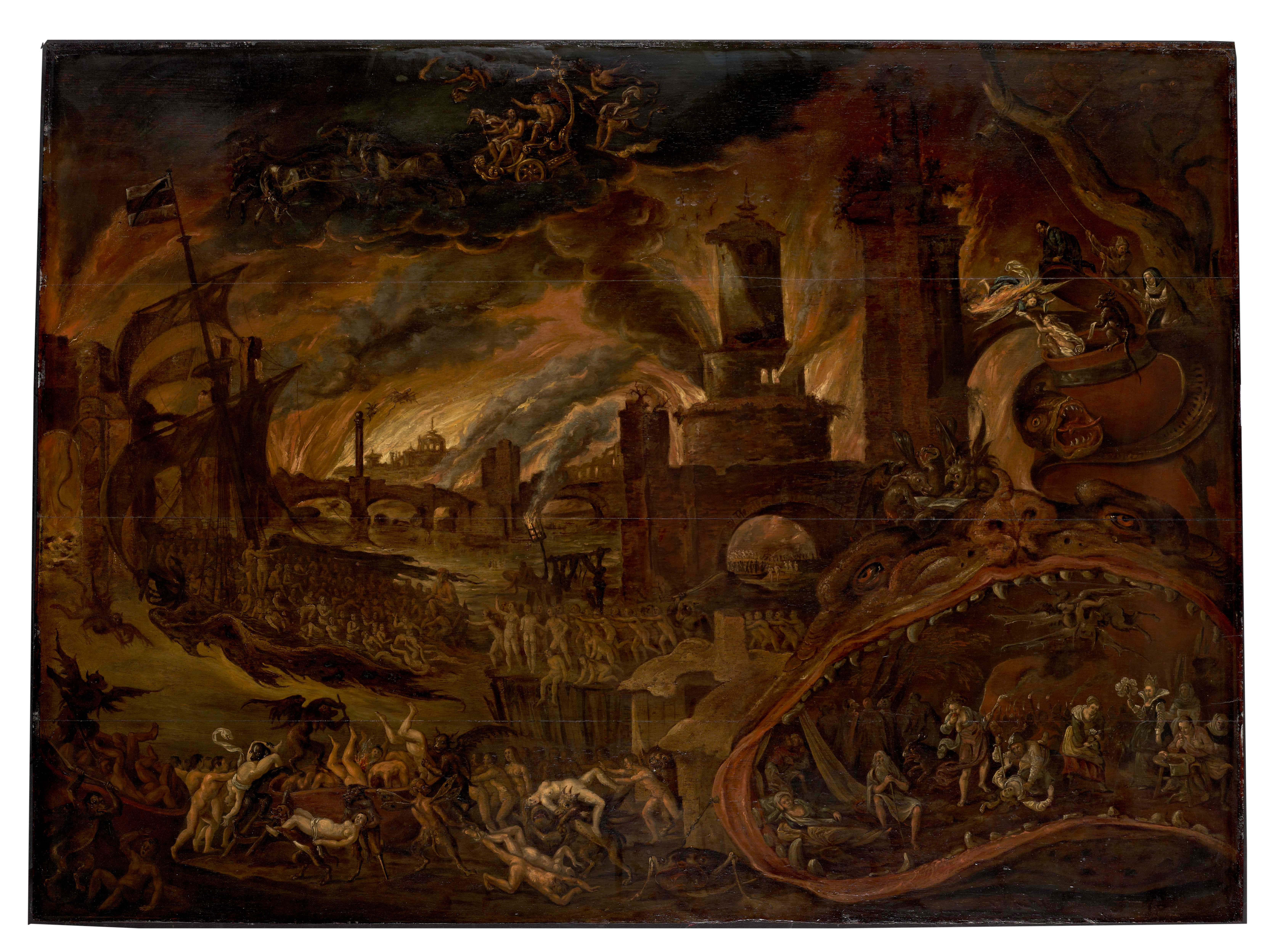
«Сивіла Кумська показує Енею пекло»